# CKON
Koordinaten: 44° 58′ 16″ N, 74° 38′ 31″ W
CKON 97.3 MHz ist ein nordamerikanischer Radiosender. Studios, Büros, Sender und Antennenmast befinden sich auf dem Gebiet der  Akwesasne Mohawk Nation. Der Name des Senders geht auf die Sprache der Mohawk zurück ("she:kon") und bedeutet so viel wie "Hallo". 
Der Radiosender wird von der „Akwesasne Communication Society“ betrieben und wurde von der „Mohawk Nation Council of Chiefs“ (Stammesregierung des Reservats) lizenziert. Der Sender soll eine Sendeleistung von  3 kW ERP besitzen, wobei sich der Sender auf kanadischem, der Sendemast mit Antenne aber auf US-amerikanischen Gebiet befinden soll. Der Sender ist nicht durch das „Canadian Radio-television and Telecommunications Commission“, noch durch die amerikanische „Federal Communication Commission“ lizenziert. Nach internationalem Recht handelt es sich um einen Piratensender, da der Radiosender über keine Genehmigung einer nationalen Regierung verfügt. Lokal ist der rechtliche Status nicht geklärt, da sich der Sender in einem Indianerreservat befindet, und es sich bei Indianerstämmen auf beiden Seiten der Grenze um „Independant Nations“ handeln, die sehr wohl das Recht besitzen müssten ihre eigenen Radiosender zu lizenzieren. Der Sender ist seit 1984 in Betrieb und wird von den Regierungen beider Länder geduldet.